# Nuevo Gijón
Nuevo Gijón, oficialmente Nuevo Gijón/La Peral, es un barrio del distrito sur de la ciudad de Gijón (Principado de Asturias, España), situado al sur de la misma. Su nacimiento se debe a la construcción de viviendas para trabajadores de la empresa Unión de Siderúrgicas Asturianas (UNINSA), ubicada en Veriña.

## Población
Nuevo Gijón contaba en 2018 con 3.176 habitantes, siendo el decimonoveno barrio más poblado de la ciudad.

## Situación
El barrio se encuentra entre las calles Torrecerredo, Sierra del Sueve, avenida de Miguel Hernández y avenida de la Constitución. Bordea con los barrios de Pumarín, Montevil, Roces y Santa Bárbara en el este y sur. Al norte y oeste está rodeado por el barrio de Perchera-La Braña, con el que es comúnmente confundido.

## Historia
La empresa Uninsa comenzó a edificar bloques de viviendas en el año 1970 en unos terrenos de su propiedad entre Pumarín y Tremañes. Las viviendas estaban destinadas a albergar a las familias de la empresa siderúrgica. La constructora Inmobiliaria Nuevo Gijón S.A. fue la encargada de urbanizar el suelo, poniendo aceras y bordillos e instalando las redes eléctrica, de saneamiento y telefónica. Aunque en un principio la denominación del barrio no estaba claro, la constructora Nuevo Gijón acabó por darle nombre. Originariamente las calles del barrio se designaban por letras y números, y actualmente tienen nombres de accidentes geográficos asturianos. En las últimas décadas se han construido muchos más edificios alrededor de los primeros bloques, quedando el barrio plenamente integrado en el casco urbano. En 2022, Quirón anunció la construcción de un hospital privado en un solar de gran tamaño del barrio.

## Comunicaciones
Nuevo Gijón se encuentra bien comunicado con el resto de la ciudad debido a que la línea 18 de EMTUSA (Empresa Municipal de Transportes Urbanos) comienza en este barrio, terminando en el Hospital de Cabueñes, y pasando en su recorrido por la zona centro de Gijón. Además el barrio está situado junto a la Avenida de la Constitución, importante vía de comunicación que se continúa con la autovía AS-II, que une Gijón y Oviedo.